# Varchets (obchtina)
Varchets (bulgare : Вършец) est une obchtina de l'oblast de Montana en Bulgarie.